# Santo Antônio do Pontal
Santo Antônio do Pontal é um distrito do município brasileiro de Governador Valadares, no interior do estado de Minas Gerais. Segundo o censo demográfico de 2022, realizado pelo Instituto Brasileiro de Geografia e Estatística (IBGE), sua população era de 1 649 habitantes e havia 608 domicílios particulares permanentes ocupados. Possui área de 151,97 km² conforme a Fundação João Pinheiro (FJP). Foi criado pela lei municipal nº 3.769 de 9 de agosto de 1993.
De acordo com o IBGE, em 2010 a população era de 1 635 habitantes e havia 662 domicílios particulares.